# Poa megalantha
Poa megalantha là một loài cỏ trong họ hòa thảo, thuộc chi poa.